# 高橋和島
高橋 和島（たかはし わとう、本名：たかはし かずしま（表記同じ）、1937年1月31日 - ）は、日本の作家。
樺太生まれ。7歳から3年間を台湾で過ごした。中央大学法学部卒業。工業機械専門誌の編集者などを経て、1989年「十三姫子が菅を刈る」で、オール讀物新人賞を受賞、小説クラブ新人賞を受賞。歴史小説、時代小説を書く。岐阜県多治見市笠原町在住。

## 著書
- 風炉のままに 数奇大名・古田織部 木耳社 1990.8 「古田織部」(光文社文庫）
- 窯神伝説 海越出版社 1991.8
- 斎藤道三 青樹社 1992.8 のちPHP文庫
- 朱帆 鄭成功青雲録 海越出版社 1993.1 のち小学館文庫
- 怒帆 鄭成功疾風録 海越出版社 1994.4 のち小学館文庫
- 紅嵐 明王朝太祖異聞 青樹社 1993-1995
- 闘将福島正則 太閤記外伝 PHP研究所 1996.2 「福島正則」(PHP文庫)
- 尾張葵風姿伝 徳川宗春 テレビ愛知 1996.4 「徳川宗春」(光文社文庫)
- 新史黒田官兵衛 PHP研究所 1997.6 「黒田官兵衛」学陽書房人物文庫
- 竹中半兵衛 学習研究社 2002.11 のち文庫
- もぐら同心シリーズ
  - もぐら同心姫道中 2005.8 (廣済堂文庫)
  - もぐら同心千両旅 2007.9 (廣済堂文庫)
  - もぐら同心野分旅 2007.12 (廣済堂文庫)
  - もぐら同心草笛旅 2008.5 (廣済堂文庫)
  - もぐら同心残月旅 2008.10 (廣済堂文庫)
  - もぐら同心晴嵐旅 2009.4 (廣済堂文庫)
  - もぐら同心帰雲旅 2009.10 (廣済堂文庫)
- ねむり姫 鷹同心道中控 2006.4 (廣済堂文庫)
- 浅き夢見し 明智光秀物語 2006.6 (廣済堂文庫)
- 草侍のほほん巧妙控 2010.6 (廣済堂文庫)
- 草侍のほほん功名控 梅の里兵法指南 2011.8 (廣済堂文庫)

## 参考
- 文藝年鑑2007
- http://bookweb.kinokuniya.co.jp/htm/431375217X.html